# Barclays Arena
La Barclays Arena è un palazzetto dello sport di Amburgo, in Germania. Inaugurata nel 2002, l'arena può contenere fino a 16 000 persone. La sua locazione è adiacente agli stadi di calcio Volksparkstadion ed il nuovo Volksbank Stadium nel distretto di Bahrenfeld. 
Dal 2002 al 2010 era noto con il nome Color Line Arena, dal 2010 al 2015 come O2 World e dal 2015 al 2021 come Barclaycard Arena.

## Storia
L'arena ha aperto nel novembre 2002, con delle misure di 150 metri di lunghezza e 110 metri di larghezza, con un'altezza di 33 metri. La capacità massima del palazzetto è di 16.000 visitatori ad eventi sportivi, eliminando le tribune regolabili, la capacutà dell'arena può ridursi fino a 12.947 posti. Il totale dei costi di costruzione ammonta a più di € 83 milioni. La costruzione dello stadio è stata amministrata dall'imprenditore finlandese, Harry Harkimo, ed alla città di Aamburg.

## Uso
Il palazzetto fu creato per ospitare eventi di pallamano e hockey sul ghiaccio, infatti è la "casa" delle squadre HSV Amburgo e Hamburg Freezers.
Nel 2005, ha ospitato una parte del Survivor Series Tour, un evento sponsorizzato dalla World Wrestling Entertainment.
Ha anche ospitato il Campionato mondiale maschile di pallamano 2007.
Il palco dell'arena è stato sfruttato in numerose occasioni come sala concerti.